# Új Hang (folyóirat, 1932–1933)
Új Hang gazdaságpolitikai, társadalmi és kulturális szemle 1932–1933-ban. Megjelenési hely: Budapest. A lap támogatója az Új Hang Barátainak Társasága.

## Kiadó, szerkesztők
A lap felelős kiadója Havas Ferenc, felelős szerkesztője Karczag Imre, szerkesztői: Herczeg István, Katona Jenő, Sárga Ferenc. A lap munkatársainak körébe tartozott Aczél György, Boross Elemér, Féja Géza, Gogolák Lajos, Gyöngyössy István, Jász Imre, Kostyál László.